# Dactylocythere jeanae
Dactylocythere jeanae är en kräftdjursart som beskrevs av Hobbs 1967. Dactylocythere jeanae ingår i släktet Dactylocythere och familjen Entocytheridae. Inga underarter finns listade i Catalogue of Life.